# Jean Godeaux
Jean Godeaux, né le 3 juillet 1922 à Jemeppe-sur-Meuse et mort le 27 avril 2009 à Yvoir, est un économiste et fonctionnaire belge, ancien gouverneur de la Banque nationale de Belgique (BNB) de 1982 à 1989.

## Biographie
Né le 3 juillet 1922 à Jemeppe-sur-Meuse, Jean Godeaux poursuit des études de droit et d'économie.
Après la Seconde Guerre mondiale, il est avocat commis d'office dans des procès de collaboration.
Jean Godeaux commence sa carrière en 1947 à la BNB au service des Affaires étrangères. De 1949 à 1955, il est membre de la délégation belge au Fonds monétaire international. De retour à Bruxelles en 1955, il est nommé administrateur de la Banque Lambert, dont il devient par la suite co-administrateur, puis président du conseil d'administration. Il participe aux préparatifs de la fusion avec la Banque de Bruxelles, qui conduira à la création de la Banque Bruxelles Lambert. Il démissionne en 1974, avant la finalisation de la fusion, pour devenir président de la Commission bancaire de Belgique, et en 1979, il rejoint le Comité consultatif bancaire de la Commission européenne.
Lorsqu'il est nommé gouverneur de la Banque nationale de Belgique en 1982, il est immédiatement confronté à la dévaluation du franc belge. En raison de cette dévaluation, les relations avec le Luxembourg sont gravement perturbées et il a pour mission de normaliser ces relations.
En 1988, Jean Godeaux devient président du Comité des gouverneurs des banques centrales des États membres de la CEE et du Fonds européen de coopération monétaire. En 1989, il contribue à la préparation du rapport Delors. Il quitte la BNB en 1990, puis entre au conseil d'administration de la Société Générale de Belgique, où il restera jusqu'en 1996. Il a été remplacé par Alfons Verplaetse en tant que gouverneur de la BNB.
Jean Godeaux reçoit le tire de baron en 1989.
Passionné de poésie, Jean Godeaux a fait une conférence sur Arthur Rimbaud aux Midis de la Poésie en 1992.
Jean Godeaux meurt le 27 avril 2009 à Yvoir, à l'âge de 86 ans,. Ses funérailles ont lieu le 4 mai 2009 à Andenne.

## Autres fonctions
- Président de l'Association belge des banques[2]
- Président de l'Office national du Ducroire[2]
- Président de la Banque des règlements internationaux[2]
- 1975-1982 : Président du conseil d’administration de l'université catholique de Louvain lors de sa scission[3],[5]
- Gouverneur du Fonds monétaire international[2]
- Gouverneur suppléant de la Banque mondiale[2]
- Membre du conseil supérieur des finances[2]
- Membre du conseil d'administration du Fonds européen de coopération monétaire[2]
- 1998 : Administrateur des éditions Vers l'Avenir[6]

## Publications
- Jean Godeaux, Report on the Measurement of International Capital Flows, Balance of Payments Compilation Guide, publié par le Fonds monétaire international, p. 65.